# Hilary R. W. Johnson
Hilary Richard Wright Johnson (1 de junio de 1837 - 1901) fue un político liberiano, undécimo presidente de Liberia entre 1884 y 1892. Fue el primer mandatario liberiano nacido en territorio nacional, dado que todos sus predecesores eran nativos de los Estados Unidos. 
Durante el gobierno de Edward James Roye fungió como Secretario de Estado. Fue elegido Presidente de Liberia en 1883 con el apoyo común del Partido Whig Auténtico y el Partido Republicano. Fue reelegido en los siguientes tres comicios presidenciales.
Durante su presidencia, Johnson dedicó gran parte del tiempo a resolver los problemas de integridad territorial que habían surgido desde 1871. Sin embargo, en el curso de las negociaciones con Gran Bretaña, surgieron nuevas dificultades con Francia.